# Baipenzhu
Baipenzhu (kinesiska: 白盆珠) är en köping i sydöstra Kina. Den ligger i Huidong härad i staden Huizhou i provinsen Guangdong, omkring 180 kilometer öster om provinshuvudstaden Guangzhou. Antalet invånare är 12 258. Befolkningen består av 5 973 kvinnor och 6 285 män. Barn under 15 år utgör 21,0 %, vuxna 15-64 år 67 %, och äldre över 65 år 10,0 %.